# Europees kampioenschap waterpolo vrouwen 2006
Het 11de Europees kampioenschap waterpolo voor vrouwen vond plaats van 2 september tot 9 september 2006 in Belgrado, Servië. Acht landenteams namen deel aan het toernooi.

## Voorronde

### Groep A
| Datum       | Tijd  | Land      | Land      | Uitslag | Periode           |
| ----------- | ----- | --------- | --------- | ------- | ----------------- |
| 2 september | 12:00 | Servië    | Spanje    | 4-17    | (0-3,0-5,2-5,2-4) |
| 2 september | 15:00 | Nederland | Hongarije | 6-11    | (1-4,4-2,0-2,1-3) |
| 3 september | 12:00 | Servië    | Nederland | 6-16    | (2-5,2-3,2-2,0-6) |
| 3 september | 16:30 | Spanje    | Hongarije | 8-8     | (2-4,3-2,1-0,2-2) |
| 4 september | 10:30 | Nederland | Spanje    | 11-12   | (0-3,5-3,3-2,3-4) |
| 4 september | 12:00 | Servië    | Hongarije | 4-22    | (1-6,0-6,2-4,1-6) |

| Groep A |           |             |             |             |             |            |            |            |        |
| #       | Land      | Wedstrijden | Wedstrijden | Wedstrijden | Wedstrijden | Doelpunten | Doelpunten | Doelpunten | Punten |
| #       | Land      | G           | W           | G           | V           | V          | T          | Saldo      | Punten |
| 1       | Hongarije | 3           | 2           | 1           | 0           | 41         | 18         | +23        | 7      |
| 2       | Spanje    | 3           | 2           | 1           | 0           | 37         | 23         | +14        | 7      |
| 3       | Nederland | 3           | 1           | 0           | 2           | 33         | 29         | +4         | 3      |
| 4       | Servië    | 3           | 0           | 0           | 3           | 14         | 55         | -41        | 0      |

### Groep B
| Datum       | Tijd  | Land        | Land        | Uitslag | Periode           |
| ----------- | ----- | ----------- | ----------- | ------- | ----------------- |
| 2 september | 10:30 | Rusland     | Griekenland | 15-6    | (3-1,5-2,5-2,2-1) |
| 2 september | 16:30 | Italië      | Duitsland   | 17-8    | (3-1,4-3,5-1,5-3) |
| 3 september | 12:00 | Griekenland | Duitsland   | 13-9    | (4-3,3-2,4-1,2-3) |
| 3 september | 15:00 | Rusland     | Italië      | 12-14   | (3-6,3-3,2-3,4-2) |
| 4 september | 15:00 | Duitsland   | Rusland     | 11-18   | (2-1,4-5,1-7,4-5) |
| 4 september | 16:30 | Italië      | Griekenland | 8-7     | (0-0,3-1,4-5,1-1) |

| Groep A |             |             |             |             |             |            |            |            |        |
| #       | Land        | Wedstrijden | Wedstrijden | Wedstrijden | Wedstrijden | Doelpunten | Doelpunten | Doelpunten | Punten |
| #       | Land        | G           | W           | G           | V           | V          | T          | Saldo      | Punten |
| 1       | Italië      | 3           | 3           | 0           | 0           | 39         | 27         | +12        | 9      |
| 2       | Rusland     | 3           | 2           | 0           | 1           | 45         | 31         | +14        | 6      |
| 3       | Griekenland | 3           | 1           | 0           | 2           | 26         | 32         | -6         | 3      |
| 4       | Duitsland   | 3           | 0           | 0           | 3           | 28         | 48         | -20        | 0      |

## Kwartfinales
| Datum       | Tijd  | Land      | Land        | Uitslag | Periode           |
| ----------- | ----- | --------- | ----------- | ------- | ----------------- |
| 6 september | 16:30 | Spanje    | Griekenland | 10-9    | (4-3,2-2,2-2,2-2) |
| 6 september | 18:00 | Nederland | Rusland     | 11-17   | (2-4,3-4,2-4,4-5) |

## Halve finales
| Datum       | Tijd  | Land    | Land      | Uitslag | Periode           |
| ----------- | ----- | ------- | --------- | ------- | ----------------- |
| 7 september | 16:30 | Rusland | Hongarije | 12-11   | (4-5,4-0,3-4,1-2) |
| 7 september | 18:00 | Spanje  | Italië    | 10-15   | (4-3,1-4,2-4,3-4) |

## Plaatsingsronde

### 7e/8e plaats
| Datum       | Tijd  | Land   | Land      | Uitslag | Periode           |
| ----------- | ----- | ------ | --------- | ------- | ----------------- |
| 6 september | 15:00 | Servië | Duitsland | 6-15    | (2-6,1-2,2-3,1-4) |

### 5e/6e plaats
| Datum       | Tijd  | Land        | Land      | Uitslag | Periode                   |
| ----------- | ----- | ----------- | --------- | ------- | ------------------------- |
| 7 september | 15:00 | Griekenland | Nederland | 11-12   | (3-2,1-3,3-3,2-1,1-1,1-2) |

## Troostfinale
| Datum       | Tijd  | Land      | Land   | Uitslag | Periode           |
| ----------- | ----- | --------- | ------ | ------- | ----------------- |
| 9 september | 18:00 | Hongarije | Spanje | 12-11   | (5-3,1-1,4-4,2-3) |

## Finale
| Datum       | Tijd  | Land    | Land   | Uitslag | Periode           |
| ----------- | ----- | ------- | ------ | ------- | ----------------- |
| 9 september | 19:30 | Rusland | Italië | 12-10   | (4-2,5-3,1-2,2-3) |

## Eindrangschikking
| Goud   | Rusland     |
| Zilver | Italië      |
| Brons  | Hongarije   |
| 4      | Spanje      |
| 5      | Nederland   |
| 6      | Griekenland |
| 7      | Duitsland   |
| 8      | Servië      |

| Europees kampioen 2006 · Rusland · 1e titel Selectie: Olga Fomicheva, Yulia Gaufler, Nadezda Glyzina, Evgeniya Ivanova, Sofia Konukh, Ekaterina Kuzbetsova, Ekaterina Pantyulina, Evgenia Protsenko, Natalya Ryzhova-Alenicheva, Natalya Shepelina, Elena Smurova, Ekaterina Tankeyeva, Aleksandra Vorobeva, Alena Vylegzhanina en Anastasia Zubkova. · Bondscoach: Alexander Kleymenov. |

Europees kampioenschap waterpolo mannen

1926 · 
1927 · 
1931 · 
1934 · 
1938 · 
1947 · 
1950 · 
1954 · 
1958 · 
1962 · 
1966 · 
1970 · 
1974 · 
1977 · 
1981 · 
1983 · 
1985 · 
1987 · 
1989 · 
1991 · 
1993 · 
1995 · 
1997 · 
1999 · 
2001 · 
2003 · 
2006 · 
2008 · 
2010 · 
2012 · 
2014 · 
2016 · 
2018 · 
2020 · 
2022 · 
2024
Europees kampioenschap waterpolo vrouwen

1985 · 
1987 · 
1989 · 
1991 · 
1993 · 
1995 · 
1997 · 
1999 · 
2001 · 
2003 · 
2006 · 
2008 · 
2010 · 
2012 · 
2014 · 
2016 · 
2018 · 
2020 · 
2022 · 
2024